# Jeica
Jeica (deutsch Schelken, ungarisch Zselyk) ist ein Dorf im Kreis Bistrița-Năsăud in Rumänien. Es ist Teil der Gemeinde Mărișelu.

## Geographische Lage

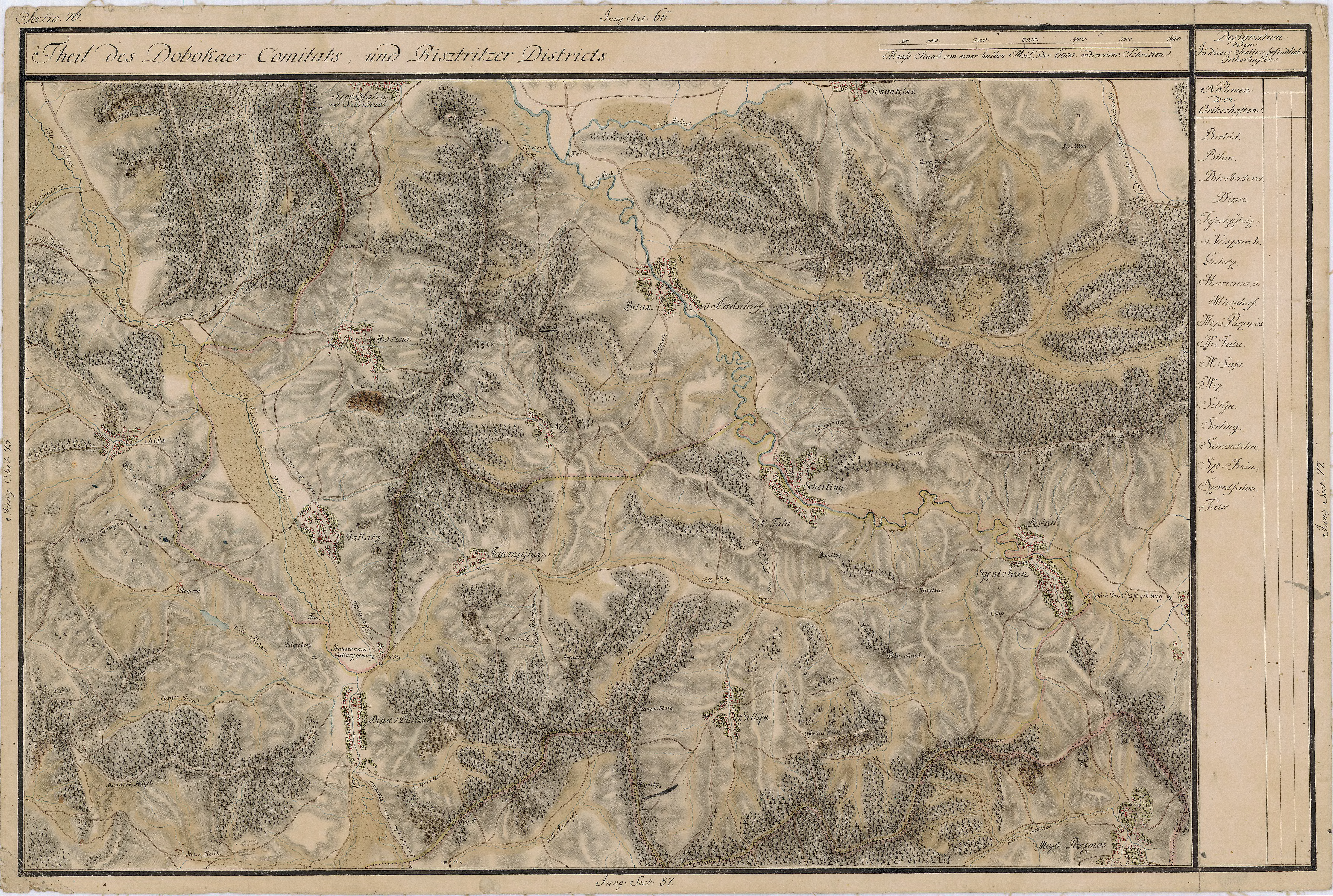
Jeica (ung. Sellÿk) in der Josephinischen Landaufnahme von 1769 bis 1773.

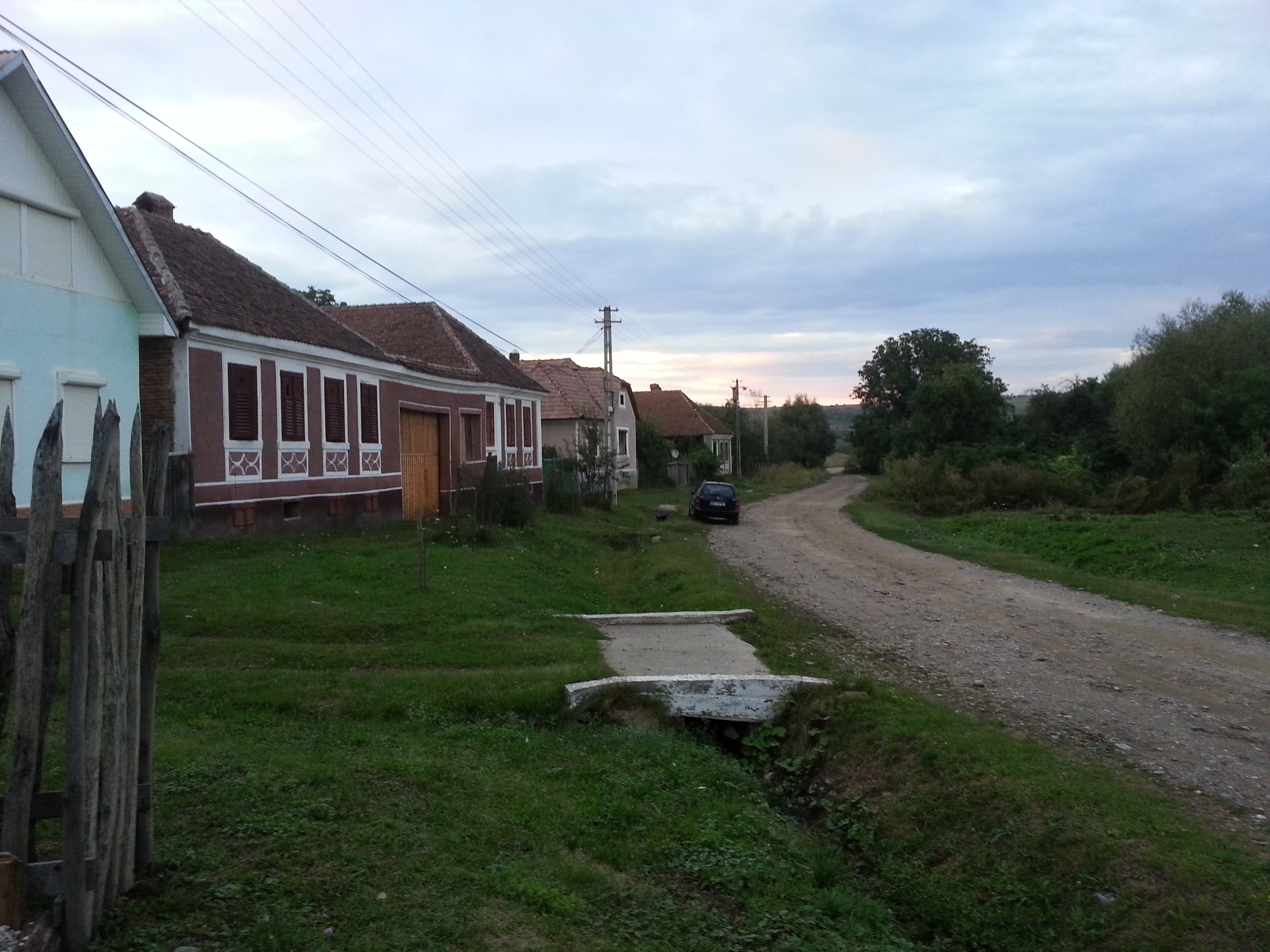
Straße in Jeica

Das Dorf Jeica liegt östlich des Siebenbürgischen Beckens und ist sechs Kilometer südwärts vom Gemeindezentrum über eine unbefestigte Straße, die Dorfstraße (Drum comunal) DC15, zu erreichen.

## Geschichte
Das Dorf wurde 1332 erstmals urkundlich erwähnt. Es wurde anfangs von Siebenbürger Sachsen und Ungarn bevölkert. Seit dem Zweiten Weltkrieg leben beinahe nur Ungarn in der kleinen Ortschaft.

## Bevölkerung
Die Bevölkerung der Gemeinde entwickelte sich wie folgt:
| 1850 | 723 | 17 | 691 | 4  | 11 |
| 1930 | 600 | 24 | 564 | 12 | -  |
| 1941 | 496 | 22 | 465 | 5  | 4  |
| 1977 | 333 | 7  | 299 | 2  | 25 |
| 2002 | 126 | -  | 126 | -  | -  |
| 2011 | 104 | 2  | 100 | -  | 2  |

Das Dorf ist mit einem Anteil von über 95 Prozent protestantisch geprägt. Mehr als 98 Prozent der Bevölkerung spricht die ungarische Sprache als Hauptsprache, gefolgt von der rumänischen.

## Wirtschaft und Infrastruktur
Im Dorf selbst ist Internet per Kabel und Telefon per Kabel verfügbar. Anfang März 2016 wurde eine eigens für das Dorf errichtete Mobilfunkstation in Betrieb genommen, wodurch nun Telefonie mit Mobilgeräten möglich ist.
Aufgrund der mangelnden physischen Infrastruktur existiert keine nennenswerte Wirtschaft. Hauptbetätigungsfeld ist hier die Land- und Forstwirtschaft, wobei der Schwerpunkt auf der Schafzucht und der Weidewirtschaft liegt. Im Dorf gibt es außerdem einen kleinen Dorfladen.

## Kultur
Im Sommer gibt es die Schelkener Kulturtage, welche immer an einem Wochenende im August stattfinden. Daneben gibt es eine Dorfpartnerschaft mit der ungarischen Gemeinde Lajoskomárom mit regelmäßigem Austausch. Es gibt auch eine Blaskapelle, welche seit 1879 besteht und zu verschiedenen Anlässen spielt. In der Vergangenheit bestand auch eine Partnerschaft mit einem Kinderdorf im ungarischen Kecskemét, welche aber aufgegeben wurde.